# Asterix Avo Volley
Maillots
L'Asterix Avo Volley est un club belge de volley-ball féminin fondé en 1969 et basé à Beveren évoluant pour la saison 2019-2020 en Ligue A Dames.

## Historique
L'Asterix Kieldrecht fusionne en 2016 avec le club de l’AVO Melsele et prend le nom Asterix Avo Volley.

## Palmarès
- Top Teams Cup
  - Vainqueur : 2001[3]
- Challenge Cup féminine
  - Finaliste : 2010
- Championnat de Belgique[3]
  - Vainqueur : 1998, 2000, 2001, 2008, 2010, 2011, 2012, 2014[4]2015[5]2016[6]2017[7]2018[8]2019[9]
  - Finaliste : 1997, 1999, 2002, 2003, 2004, 2007, 2009, 2013.
- Coupe de Belgique[3]
  - Vainqueur : 1996, 1998, 1999, 2001, 2002, 2006, 2007, 2008, 2010, 2011, 2014[10]2015[11]2016[12]2017[13]2018[14]
  - Finaliste : 2003, 2004, 2005, 2009, 2012, 2013, 2020.
- Supercoupe de Belgique[3]
  - Vainqueur : 2000, 2002, 2005, 2006, 2008, 2010, 2012, 2014[15]2016[16]2017[17]2018, 2019.
  - Finaliste : 1996, 1999, 2001, 2003, 2004, 2007, 2011, 2015.

## Historique des logos

Logo d'Asterix Kieldrecht
Logo d'Asterix Avo Volley

## Effectifs

### Saison 2020-2021
| No                                             | Nom                                            | Date de naissance                              | Taille                         | Poids                          | Poste                          |
| ---------------------------------------------- | ---------------------------------------------- | ---------------------------------------------- | ------------------------------ | ------------------------------ | ------------------------------ |
| 2                                              | Pauline Martin                                 | 4 septembre 2002                               | 186                            | 75                             | Attaquante                     |
| 3                                              | Marlies Janssens                               | 4 juin 1997                                    | 193                            | 75                             | Centrale                       |
| 5                                              | Eline van Elsen                                | 11 février 2004                                | 182                            | 79                             | Réceptionneuse-attaquante      |
| 6                                              | Silke Van Avermaet                             | 2 juin 1999                                    | 193                            | 71                             | Centrale                       |
| 7                                              | Jutta Van de Vyver                             | 11 juin 1996                                   | 175                            | 72                             | Passeuse                       |
| 8                                              | Britt Ruysschaert                              | 27 mai 1994                                    | 178                            | 63                             | Réceptionneuse-attaquante      |
| 9                                              | Manon Stragier                                 | 12 mars 1999                                   | 184                            | 69                             | Réceptionneuse-attaquante      |
| 10                                             | Justine D'hondt                                | 8 juillet 1999                                 | 177                            | 60                             | Réceptionneuse-attaquante      |
| 11                                             | Bente Deckers                                  | 29 janvier 2002                                | 184                            | 75                             | Réceptionneuse-attaquante      |
| 12                                             | Linde Hervent                                  | 8 mai 1994                                     | 189                            | 69                             | Centrale                       |
| 13                                             | Lien van Geertruyden                           | 6 septembre 2001                               | 183                            | 66                             | Passeuse                       |
| 14                                             | Anna Valkenborg                                | 4 janvier 1998                                 | 174                            | 58                             | Libero                         |
| 18                                             | Britt Rampelberg                               | 5 juin 2000                                    | 165                            | 58                             | Libero                         |
|                                                |                                                |                                                |                                |                                |                                |
| Encadrement technique                          | Encadrement technique                          |                                                | Légende                        | Légende                        | Légende                        |
| Entraîneur : Kris Vansnick                     | Entraîneur : Kris Vansnick                     | Entraîneur : Kris Vansnick                     | : Capitaine                    | : Capitaine                    | : Capitaine                    |
| Entraîneur(s) adjoint(s) : Maarten Adriaensens | Entraîneur(s) adjoint(s) : Maarten Adriaensens | Entraîneur(s) adjoint(s) : Maarten Adriaensens | : Joueuse blessée actuellement | : Joueuse blessée actuellement | : Joueuse blessée actuellement |